# Johnny Sera
Johnny Sera è stato un programma televisivo di varietà andato in onda in una edizione e 7 puntate dal 28 aprile al 9 giugno 1966 sul Programma Nazionale della Rai.

## Produzione
Il programma, che andava in onda al giovedì, diretto discendente di Johnny 7 trasmesso per tre edizioni tra il 1963 e il 1965, è condotto come il precedente da Johnny Dorelli coadiuvato da Paola Borboni e Margaret Lee; cambiano gli autori (la coppia Castellano e Pipolo) le musiche originali (di Franco Pisano) e i costumi (di José Louis Viñas). Era sempre un varietà classico, con balletti, canzoni e scenette interpretate tra gli altri da Mara Berni, Carlo Delle Piane, Pietro De Vico, Enzo Garinei, Carlo Romano e Nello Riviè.
Tra i cantanti, nella prima puntata del 28 aprile partecipò Mina, che duettò con Dorelli nel brano Tonight, e poi diversi altri tra i quali Dalida. In questa trasmissione venne presentato per la prima volta il personaggio del criminale Dorellik, interpretato da Dorelli con Margaret Lee nei panni della sua assistente Eva, in scenette a sé stanti di una decina di minuti provviste del titolo – ad esempio la prima era intitolata Il delitto della croce uncinata – che ottenne un tale successo da essere poi trasposta nel film Arrriva Dorellik.
Alcuni degli sketch e interventi musicali furono riproposti nelle puntate di Techetechete'. La piattaforma Rai Play non ha ancora reso disponibili in streaming le puntate integrali.

## Sigla
La sigla finale era Al buio sto sognando, cantata da Johnny Dorelli, che in ciascuna delle puntate presentò inoltre diversi brani tratti dall'album omonimo del 1965, pubblicati anche su singolo: Su ragazza hush, Tu che piangi, Probabilmente, La settimana corta, Buonanotte, Svegliati con me e La domenica insieme.